# Bj League
La Bj League (Basketball Japan League) fut l'une des deux ligues japonaises de basket-ball professionnel. Les équipes étaient réparties en deux conférences, la conférence Est et la conférence Ouest. La Bj League fonctionnait sur le modèle américain des franchises.
Créée en 2005, la Bj League fusionne avec la Japan Basketball League (JBL) le 22 septembre 2016, pour former la B.League. La fin de la Bj League marque un tournant dans le monde professionnel du basket japonais, puisqu'il n'y avait jusqu'alors aucune promotion ni relégation entre les deux championnats.

## Équipes
Conférence Est
- Iwate Big Bulls (Préfecture d'Iwate)
- Akita Northern Happinets (Prefecture d'Akita)
- Sendai 89ERS (Sendai, Préfecture de Miyagi)
- Niigata Albirex BB (Niigata, Préfecture de Niigata)
- Toyama Grouses (Préfecture de Toyama)
- Shinshu Brave Warriors (Préfecture de Nagano)
- Gunma CraneThunders (Préfecture de Gunma)
- Saitama Broncos (Préfecture de Saitama)
- Chiba Jets (Préfecture de Chiba)
- Tokyo Cinq Rêves (Tokyo)
- Yokohama B-Corsairs (Yokohama, Préfecture de Kanagawa)

Conférence Ouest
- Hamamatsu Higashimikawa Phoenix (Hamamatsu, Préfecture de Shizuoka et Higashimikawa Area, Préfecture d'Aichi)
- Shiga Lakestars (Préfecture de Shiga)
- Kyoto Hannaryz (Préfecture de Kyoto)
- Osaka Evessa (Préfecture d'Osaka)
- Shimane Susanoo Magic (Préfecture de Shimane)
- Takamatsu Five Arrows (Takamatsu, Préfecture de Kagawa)
- Rizing Fukuoka (Préfecture de Fukuoka)
- Oita Heat Devils (Beppu, Préfecture d'Ōita)
- Miyazaki Shining Suns (Préfecture de Miyazaki)
- Ryukyu Golden Kings (Préfecture d'Okinawa)

Équipe disparue
- Tokyo Apache (Tokyo)

## Palmarès
| Saison    | Champion                        | Finaliste                       | Score  |
| 2005-2006 | Osaka Evessa                    | Niigata Albirex BB              | 74-64  |
| 2006-2007 | Osaka Evessa                    | Takamatsu Five Arrows           | 94-78  |
| 2007-2008 | Osaka Evessa                    | Tokyo Apache                    | 66-56  |
| 2008-2009 | Ryukyu Golden Kings             | Tokyo Apache                    | 89-82  |
| 2009-2010 | Hamamatsu Higashimikawa Phoenix | Osaka Evessa                    | 84-56  |
| 2010-2011 | Hamamatsu Higashimikawa Phoenix | Ryukyu Golden Kings             | 82-68  |
| 2011-2012 | Ryukyu Golden Kings             | Hamamatsu Higashimikawa Phoenix | 89-73  |
| 2012-2013 | Yokohama B-Corsairs             | Fukuoka Rizing                  | 101-90 |
| 2013-2014 | Ryukyu Golden Kings             | Akita Northern Happinets        | 103-89 |
| 2014–2015 | Hamamatsu Higashimikawa Phoenix | Akita Northern Happinets        | 75-71  |
| 2015–2016 | Ryukyu Golden Kings             | Toyama Grouses                  |        |

## Bilan par club
| Club                            | Titres    | Ville | Année                  |
| ------------------------------- | --------- | ----- | ---------------------- |
| Ryukyu Golden Kings             | Okinawa   | 4     | 2009, 2012, 2014, 2016 |
| Hamamatsu Higashimikawa Phoenix | Hamamatsu | 3     | 2010, 2011, 2015       |
| Osaka Evessa                    | Osaka     | 3     | 2006, 2007, 2008       |
| Yokohama B-Corsairs             | Yokohama  | 1     | 2013                   |